# Éditions Les Cygnes
Pour les articles homonymes, voir Cygne.
Les Éditions Les Cygnes est une maison d'édition spécialisée dans le théâtre et la littérature. Elles furent fondées en novembre 2000 par Monique de Montremy. Depuis mars 2024, elles sont dirigées par Victoria Nguyen Cong Duc.
Les Éditions Les Cygnes collaborent avec le Théâtre 13 avec une collection intitulée Les Inédits du 13.

## Sélection de publications dramatiques
- 2005 : Lysistrata d'Aristophane, traduit du grec ancien par Isabel Garma-Berman
- 2006 : Les Cuisinères de Carlo Goldoni, traduit de l'italien par Justine Heyemann et Sonia Leplat
- 2007 : La Fiancée du vent de Raphaël Toriel
- 2008 :
  - Le Timide au palais de Tirso de Molina
  - Marie Stuart de Friedrich Schiller, traduit et adapté de l'allemand par Fabian Chappuis
- 2009 : Skelly le Rutilant de Frédéric Souterelle
- 2010 :
  - C'est Byzance ! de Michel Mourlet
  - Le Songe d'une nuit d'été de William Shakespeare, traduit et adapté de l'anglais par Thierry Surace
- 2011 : Les Fleurs gelées de Léonard Matton, d'après Henrik Ibsen et August Strindberg
- 2012 : Le Porteur d'histoire d'Alexis Michalik
- 2013 :
  - Sous la varangue de Christophe Botti
  - Le Dalaï... et moi de Sophie Forte
- 2014 : Le Cercle des illusionnistes d'Alexis Michalik
- 2015 : 
  - Les Chatouilles, ou la danse de la colère d'Andréa Bescond
  - La discrète amoureuse de Félix Lope de Vega, traduit et adapté de l'espagnol par Benjamin Penamaria et Justine Heynemann
- 2016 : Andorra de Max Frisch, traduit de l'allemand suisse par Armand Jacob et adapté par Fabian Chappuis
- 2017 : Intra Muros d'Alexis Michalik
- 2018 : Lorenzaccio de George Sand et Alfred de Musset
- 2019 : L'histoire du mot Moche qui avait un ami Laid et de leurs autres copains de Matéi Visniec
- 2020 : 
  - Majorana 370 d'Élisabeth Bouchaud et Florient Azoulay
  - Les survivantes de Blandine Métayer et Isabelle Linnartz
- 2022 : Macbeth ou Exister, en dépit de l'Univers, de William Shakespeare, traduit et adapté de l'anglais par Geoffrey Lopez